# Rhett Akins
Thomas Rhett Akins Sr. (Valdosta, 13 ottobre 1969) è un cantante statunitense.

## Biografia
È originario di Valdosta, in Georgia.
Nel 1990 è nato suo figlio Thomas Rhett, anch'egli poi diventato cantante di musica country.
Ha debuttato nel 1992. Nel periodo 1994-1997 è stato sotto contratto con la Decca Records, che ha pubblicato due suoi album (A Thousand Memories e Somebody New).
Nel 1998 ha pubblicato What Livin's All About per la MCA.
Nel 2000 ha dato la voce al personaggio del film d'animazione Tom Sawyer.
Nel 2010 ha pubblicato un album collaborativo con Dallas Davidson. È autore per altri artisti: ha scritto brani per lo stesso Dallas Davidson, ma anche per Ben Hayslip, Brooks & Dunn, Rodney Atkins, Jason Aldean, Joe Nichols, Blake Shelton, Lee Brice, Luke Bryan, Dustin Lynch, Thomas Rhett, Brantley Gilbert e altri.

## Discografia
- 1995 - A Thousand Memories
- 1996 - Somebody New
- 1998 - What Livin's All About
- 2002 - Friday Night in Dixie
- 2007 - People Like Me
- 2008 - Down South
- 2010 - Michael Waddell's Bone Collector: The Brotherhood Album (con Dallas Davidson)